# Northampton Spencer F.C.
Northampton Spencer F.C. là câu lạc bộ bóng đá Anh nằm ở Northampton. Sân vận động của họ là Kingsthorpe Mill. Đội bóng đang thi đấu ở United Counties League Division One.

## Lịch sử
Northampton Spencer FC được thành lập năm 1936 với tên gọi Spencer School Old Boys, từ những thành viên trong trường cũ. Năm 1968, câu lạc bộ gia nhập United Counties League, và ngay lập tức thăng hạng sau khi đứng thứ 2 chung cuộc. Sau khi bắt đầu tham dự UCL ở Dallington Park, câu lạc bộ chuyển đến Duston High School trong 2 năm trước khi chuyển đến sân nhà hiện tại là Kingsthorpe Mill năm 1971. Spencer xuống hạng năm 1981 và 1 năm sau kết thúc ở cuối bảng xếp hạng của Division One. May mắn đến với đội bóng khi cựu HLV Northampton Town John Petts được bổ nhiệm và ông đã dẫn dắt The Millers trở lại với Premier Division năm 1985. Kể từ đó, Spencer là một trong những đội bóng mạnh ở liên đoàn, ít khi kết thúc ngoài top 10 của bảng xếp hạng, và vô địch mùa giải 1991–92 với 101 điểm.
Câu lạc bộ đang thi đấu ở United Counties League Division One, dưới sự chỉ đạo của Ben Stone.

## Các danh hiệu
- United Counties League Premier Division[1]
  - Vô địch: 1991–92
  - Á quân: 1992–93, 1997–98
- United Counties League Division One
  - Á quân: 1968–69 (sau đó được gọi là Division One), 1984–85

## Các kỉ lục
- FA Cup[1]
  - Vòng sơ loại thứ 2: 1999–2000, 2009–10
- FA Vase
  - Vòng 4: 1987–88